# Gran Premio motociclistico del Portogallo 1987
Il Gran Premio motociclistico del Portogallo 1987 fu la tredicesima gara del motomondiale 1987. Si disputò il 13 settembre 1987 sul circuito permanente del Jarama e vide le vittorie di Eddie Lawson nella classe 500, di Anton Mang nella classe 250, di Paolo Casoli nella classe 125 e di Jorge Martínez nella classe 80.
Casoli ottiene la sua prima vittoria in un Gran Premio. Questo è l'ultimo GP per le 125 bicilindriche.
Mang è campione del mondo 250, si tratta del suo quinto titolo.

## Classe 500

### Arrivati al traguardo
| Pos | Pilota              | Moto      | Giri | Tempo     | Griglia | Punti |
| --- | ------------------- | --------- | ---- | --------- | ------- | ----- |
| 1   | Eddie Lawson        | Yamaha    | 37   | 55:20.660 | 3       | 15    |
| 2   | Randy Mamola        | Yamaha    | 37   | +9.300    | 1       | 12    |
| 3   | Kevin Magee         | Yamaha    | 37   | +9.710    | 5       | 10    |
| 4   | Wayne Gardner       | Honda     | 37   | +19.240   | 2       | 8     |
| 5   | Christian Sarron    | Yamaha    | 37   | +41.690   | 4       | 6     |
| 6   | Niall Mackenzie     | Honda     | 37   | +1:02.390 | 7       | 5     |
| 7   | Pierfrancesco Chili | Honda     | 37   | +1:14.380 | 11      | 4     |
| 8   | Shunji Yatsushiro   | Honda     | 37   | +1:26.930 | 14      | 3     |
| 9   | Ron Haslam          | Elf-Honda | 36   | +1 giro   | 16      | 2     |
| 10  | Gustav Reiner       | Honda     | 36   | +1 giro   | 17      | 1     |
| 11  | Bruno Kneubühler    | Honda     | 36   | +1 giro   | 24      |       |
| 12  | Wolfgang von Muralt | Suzuki    | 36   | +1 giro   | 23      |       |
| 13  | Ray Swann           | Honda     | 36   | +1 giro   | 22      |       |
| 14  | Simon Buckmaster    | Honda     | 36   | +1 giro   | 25      |       |
| 15  | Henny Boermann      | Honda     | 35   | +2 giri   | 27      |       |
| 16  | Ian Pratt           | Suzuki    | 34   | +3 giri   | 30      |       |
| 17  | Gerhard Vogt        | Suzuki    | 33   | +4 giri   | 33      |       |
| 18  | Vincenzo Cascino    | Suzuki    | 32   | +5 giri   | 32      |       |

### Ritirati
| Pilota             | Moto       | Giri | Motivo ritiro | Griglia |
| ------------------ | ---------- | ---- | ------------- | ------- |
| Didier de Radiguès | Cagiva     | 24   |               | 13      |
| Robert McElnea     | Honda      | 23   | Caduta        | 8       |
| Larry Vacondio     | Suzuki     | 21   |               | 31      |
| Roger Burnett      | Honda      | 17   |               | 10      |
| Raymond Roche      | Cagiva     | 16   |               | 9       |
| Alessandro Valesi  | Honda      | 15   |               | 19      |
| Marco Gentile      | Fior-Honda | 14   |               | 21      |
| Christoph Bürki    | Honda      | 13   |               | 29      |
| Fabio Barchitta    | Honda      | 13   |               | 20      |
| Fabio Biliotti     | Honda      | 13   |               | 15      |
| Mike Baldwin       | Yamaha     | 10   |               | 12      |
| Tadahiko Taira     | Yamaha     | 9    | Caduta        | 6       |
| Hervé Guilleux     | Fior-Honda | 8    |               | 26      |
| Daniel Amatriaín   | Honda      | 7    |               | 18      |
| Tony Carey         | Suzuki     | 6    |               | 34      |

### Non partito
| Pilota          | Moto  | Griglia |
| --------------- | ----- | ------- |
| Maarten Duyzers | Honda | 28      |

## Classe 250

### Arrivati al traguardo
| Pos | Pilota               | Moto       | Tempo     | Griglia | Punti |
| --- | -------------------- | ---------- | --------- | ------- | ----- |
| 1   | Anton Mang           | Honda      | 47:31.330 | 8       | 15    |
| 2   | Juan Garriga         | Yamaha     | +0.790    | 1       | 12    |
| 3   | Martin Wimmer        | Yamaha     | +4.600    | 2       | 10    |
| 4   | Patrick Igoa         | Yamaha     | +6.810    | 3       | 8     |
| 5   | Sito Pons            | Honda      | +8.930    | 11      | 6     |
| 6   | Jean-François Baldé  | Defi-Rotax | +14.710   | 4       | 5     |
| 7   | Reinhold Roth        | Honda      | +14.960   | 7       | 4     |
| 8   | Dominique Sarron     | Honda      | +21.430   | 9       | 3     |
| 9   | Luca Cadalora        | Yamaha     | +25.640   | 13      | 2     |
| 10  | Manfred Herweh       | Honda      | +39.840   | 12      | 1     |
| 11  | Stéphane Mertens     | Honda      | +41.220   | 6       |       |
| 12  | Stefano Caracchi     | Honda      | +41.410   | 15      |       |
| 13  | Jean-Philippe Ruggia | Yamaha     | +41.670   | 22      |       |
| 14  | Jean-Michel Mattioli | Yamaha     | +42.430   | 18      |       |
| 15  | Maurizio Vitali      | Garelli    | +49.300   | 19      |       |
| 16  | Guy Bertin           | Honda      | +1:00.910 | 25      |       |
| 17  | Alberto Puig         | JJ Cobas   | +1:09.730 | 27      |       |
| 18  | Alberto Rota         | Honda      | +1:13.780 | 24      |       |
| 19  | René Delaby          | Yamaha     | +1:16.210 | 30      |       |
| 20  | Bernard Haenggeli    | Yamaha     | +1:18.490 | 32      |       |
| 21  | Alain Bronec         | Honda      | +1 giro   | 35      |       |
| 22  | Christian Boudinot   | Fior       | +1 giro   | 21      |       |
| 23  | Marcello Iannetta    | Yamaha     | +1 giro   | 34      |       |

### Ritirati
| Pilota             | Moto      | Motivo ritiro | Griglia |
| ------------------ | --------- | ------------- | ------- |
| Carlos Cardús      | Honda     | Caduta        | 5       |
| Loris Reggiani     | Aprilia   | Caduta        | 10      |
| Ivan Palazzese     | Yamaha    |               | 14      |
| Donnie McLeod      | EMC-Rotax |               | 16      |
| Fausto Ricci       | Honda     |               | 17      |
| Urs Luzi           | Honda     |               | 20      |
| Harald Eckl        | Honda     |               | 23      |
| Javier Cardelús    | Cobas     |               | 26      |
| Bruno Bonhuil      | Honda     |               | 28      |
| Juan López Mella   | Yamaha    |               | 33      |
| Carlos Lavado      | Yamaha    |               | 29      |
| Jean Foray         | Yamaha    |               | 31      |
| Gerard van der Wal | Assmex    |               | 36      |

### Non qualificati
| Pilota         | Moto  |
| -------------- | ----- |
| Antonio Garcia | Honda |
| Pedro Ortega   | Honda |
| Ruben del Rio  | Honda |
| Hervé Duffard  | Honda |
| Nicolas Glez   | Honda |
| Pedro Lozano   | Honda |

## Classe 125

### Arrivati al traguardo
| Pos | Pilota                 | Moto          | Tempo     | Griglia | Punti |
| --- | ---------------------- | ------------- | --------- | ------- | ----- |
| 1   | Paolo Casoli           | Moto AGV      | 44:23.150 | 5       | 15    |
| 2   | Domenico Brigaglia     | Moto AGV      | +8.890    | 3       | 12    |
| 3   | Lucio Pietroniro       | MBA           | +32.530   | 4       | 10    |
| 4   | Mike Leitner           | MBA           | +1:00.800 | 9       | 8     |
| 5   | Ezio Gianola           | Honda         | +1:18.410 | 8       | 6     |
| 6   | Gastone Grassetti      | MBA           | +1:18.600 | 12      | 5     |
| 7   | Jean-Claude Selini     | MBA           | +1:27.920 | 15      | 4     |
| 8   | Adi Stadler            | MBA           | +1:28.460 | 14      | 3     |
| 9   | Iván Troisi            | MBA           | +1:28.940 | 20      | 2     |
| 10  | Thierry Feuz           | MBA           | +1:36.100 | 17      | 1     |
| 11  | Willy Pérez            | MBA (Zanella) | +1 giro   | 26      |       |
| 12  | Håkan Olsson           | MBA           | +1 giro   | 21      |       |
| 13  | Bady Hassaine          | MBA           | +1 giro   | 29      |       |
| 14  | Allan Scott            | EMC           | +1 giro   | 22      |       |
| 15  | Robin Appleyard        | MBA           | +1 giro   | 27      |       |
| 16  | Manuel Hernández       | Beneti        | +1 giro   | 16      |       |
| 17  | Antonio Oliveros       | MBA           | +1 giro   | 30      |       |
| 18  | Helmut Hovenga         | Seel          | +2 giri   | 33      |       |
| 19  | Thomas Møller Pedersen | MBA           | +2 giri   | 32      |       |
| 20  | Paul Bordes            | MBA           | +2 giri   | 35      |       |
| 21  | Robin Milton           | MBA           | +3 giri   | 31      |       |
| 22  | Jacques Hutteau        | MBA           | +3 giri   | 25      |       |

### Ritirati
| Pilota               | Moto          | Motivo ritiro | Griglia |
| -------------------- | ------------- | ------------- | ------- |
| Fausto Gresini       | Garelli       | Caduta        | 1       |
| August Auinger       | MBA           | Caduta        | 2       |
| Pier Paolo Bianchi   | MBA           | Caduta        | 6       |
| Olivier Liégeois     | Assmex        | Caduta        | 7       |
| Hubert Abold         | Honda         |               | 10      |
| Andrés Sánchez       | MBA           |               | 11      |
| Johnny Wickström     | MBA (Tunturi) |               | 13      |
| Heinz Lüthi          | Honda         |               | 18      |
| Jussi Hautaniemi     | MBA           |               | 19      |
| Esa Kytölä           | MBA           |               | 23      |
| Flemming Kistrup     | MBA           |               | 24      |
| Christian Le Badezet | MBA           |               | 28      |
| Juan Fombuena        | MBA           |               | 36      |
| Nicolas Glez         | JJ Cobas      |               | 34      |

### Non qualificati
| Pilota            | Moto |
| ----------------- | ---- |
| Juan Miguel Munoz | MBA  |
| Daniel Mateos     | MBA  |
| Javier Navarro    | MBA  |
| Joaquin Alos      | MBA  |

## Classe 80

### Arrivati al traguardo
| Pos | Pilota             | Moto     | Tempo     | Griglia | Punti |
| --- | ------------------ | -------- | --------- | ------- | ----- |
| 1   | Jorge Martínez     | Derbi    | 36:38.690 | 1       | 15    |
| 2   | Manuel Herreros    | Derbi    | +11.780   | 3       | 12    |
| 3   | Gerhard Waibel     | Krauser  | +12.400   | 6       | 10    |
| 4   | Hubert Abold       | Krauser  | +22.900   | 5       | 8     |
| 5   | Stefan Dörflinger  | Krauser  | +26.490   | 4       | 6     |
| 6   | Jörg Seel          | Seel     | +33.850   | 7       | 5     |
| 7   | Juan Ramón Bolart  | Krauser  | +52.920   | 13      | 4     |
| 8   | Paolo Priori       | Krauser  | +57.770   | 15      | 3     |
| 9   | Julián Miralles    | Derbi    | +1:12.070 | 10      | 2     |
| 10  | Herri Torrontegui  | JJ-Cobas | +1:20.370 | 14      | 1     |
| 11  | Hans Spaan         | Casal    | +1:25.650 | 11      |       |
| 12  | Josef Fischer      | Krauser  | +1:40.530 | 16      |       |
| 13  | Reiner Koster      | Kroko    | +1:41.950 | 19      |       |
| 14  | Günter Schirnhofer | Krauser  | +1:43.800 | 17      |       |
| 15  | Wilco Zeelenberg   | Casal    | +1 giro   | 22      |       |
| 16  | Theo Timmer        | Casal    | +1 giro   | 21      |       |
| 17  | Lionel Robert      | SPR      | +1 giro   | 29      |       |
| 18  | Chris Baert        | Seel     | +1 giro   | 27      |       |
| 19  | Raimo Lipponen     | Krauser  | +1 giro   | 25      |       |
| 20  | Juan Esteve        | Autisa   | +1 giro   | 30      |       |
| 21  | Serge Julin        | Casal    | +2 giri   | 18      |       |
| 22  | Joaquin Alos       | Yamaha   | +2 giri   | 32      |       |
| 23  | Jacques Bernard    | Casal    | +3 giri   | 26      |       |

### Ritirati
| Pilota            | Moto     | Motivo ritiro | Griglia |
| ----------------- | -------- | ------------- | ------- |
| Felix Rodríguez   | JJ-Cobas |               | 23      |
| Luis Miguel Reyes | Autisa   |               | 8       |
| Alex Barros       | Arbizu   |               | 12      |
| Àlex Crivillé     | Derbi    |               | 2       |
| Stuart Edwards    | Casal    |               | 31      |
| Ian McConnachie   | Krauser  |               | 9       |
| Paul Bordes       | RB       |               | 28      |
| Javier Debón      | Autisa   |               | 24      |
| José Saez         | Autisa   |               | 20      |

### Non qualificati
| Pilota                | Moto   |
| --------------------- | ------ |
| José-Luis Sangrador   | Casal  |
| Elias Durendez        | Autisa |
| Severo Calleja        | Casal  |
| Jean-François Verdier | Derbi  |